# فریمن (داکوتای جنوبی)
فریمن(به انگلیسی: Freeman) شهری در ایالت داکوتای جنوبی کشور ایالات متحده آمریکا است که جمعیت آن در سرشماری سال ۲۰۱۰ میلادی، ۱٬۳۰۶ نفر بوده‌است.